# Doris Kermack
Doris Mary Kermack (1923 - 2003) fue una paleontóloga y zoóloga marina británica del Imperial College London. Completó su doctorado con la tesis titulada The anatomy and physiology of the gut of Arenicola marina L. en la University College de Londres en 1953. En 1988 se le otorgó la Medalla de Oro de la Sociedad Linneana de Londres por su destacado servicio a la sociedad. Tuvo dos hijos con su marido y compañero también paleontólogo Kenneth Kermack.
El nombre de la especie Bridetherium dorisae está nombrado en su honor.
Junto con su marido y Frances Mussett fueron los primeros en describir formalmente los principios parecidos en los mamíferos simetrodontes Kuehneotherium praecursoris.